# Las Amapolas (Veracruz)
Las Amapolas es una localidad del estado mexicano de Veracruz. Es parte del municipio de Veracruz.

## Demografía
| Gráfica de evolución demográfica |
|                                  |

| Censo | Población |
| ----- | --------- |
| 1950  | 9         |
| 1960  | 3         |
| 1970  | 10        |
| 1980  | 18        |
| 1990  | 152       |
| 1995  | 4 004     |
| 2000  | 4 762     |
| 2005  | 13 259    |
| 2010  | 14 553    |
| 2020  | 15 076    |